# Dia de Ninoy Aquino
O Dia de Ninoy Aquino é um feriado nacional que ocorre nas Filipinas, anualmente em 21 de agosto, comemorando o dia da morte do ex-senador Benigno "Ninoy" Aquino, Jr. Ele era o marido de Corazón Aquino, que mais tarde se tornou presidente das Filipinas ; eles são tratados como dois dos heróis da democracia no país. Seu assassinato levou à queda de Ferdinand Marcos em 25 de fevereiro de 1986, através da Revolução do Poder Popular. Em 2004, a cerimônia de comemoração do feriado foi realizada e os eventos foram assistidos pela Presidente Gloria Macapagal-Arroyo e Fidel V. Ramos.

## Ninoy Aquino
Aquino era uma figura da oposição bem conhecida e crítica do então presidente Ferdinand Marcos . Devido a suas crenças, mais tarde ele foi preso por cerca de oito anos depois que a lei marcial foi declarada no país. Mesmo em sua prisão, ele procurou um assento parlamentar na região metropolitana de Manila, sob a bandeira do Lakas ng Bayan (LABAN). Ele liderou as pesquisas de opinião e liderou inicialmente a contagem eleitoral, mas acabou perdendo para a chapa Kilusang Bagong Lipunan (KBL) liderada pela primeira-dama Imelda Marcos . Aquino permaneceu na prisão, mas continuou a lutar pela democracia no país e contra a opressão do povo filipino . Depois de sofrer um ataque cardíaco em março de 1980, ele e sua família se mudaram para os Estados Unidos para tratamento médico, levando ao exílio autoimposto por cerca de três anos. Lá, ele continuou sua defesa dando discursos às comunidades filipino-americanas. Mais tarde, ele planejava voltar às ilhas para desafiar Marcos para as eleições parlamentares em 1984. Embora alguns não achassem que era uma boa ideia, ele ainda o fez em 1983. Ao retornar para as Filipinas no Aeroporto Internacional de Manila (agora renomeado como Aeroporto Internacional Ninoy Aquino em sua homenagem), ele foi baleado e morto em 21 de agosto de 1983, quando foi escoltado de um avião pela equipe de segurança. Isso levou a vários protestos em seu funeral, que desencadearam eleições presidenciais em 1986, que levaram à Revolução EDSA de 1986, catapultando sua esposa, Corazón Aquino, para a presidência.

## História
O feriado foi criado pelo Republic Act 9256, que foi assinado pela presidente Gloria Macapagal-Arroyo em 25 de fevereiro de 2004, vinte e um anos após sua morte e dezoito anos após a Revolução do Poder Popular, e foi apoiado pelo Presidente do Senado. Franklin Drilon e Presidente da Câmara, Jose de Venecia.
O feriado foi incluído no programa de "holiday economics" do presidente Arroyo, ajustando a data do feriado para a segunda-feira mais próxima, a fim de impulsionar a indústria do turismo nos fins de semana prolongados. Em 2010, ele voltou à sua data original pelo único filho de Aquino, o Presidente Benigno Aquino III. 